# Ulrik le Fevre
Ulrik le Fevre (Vejle, 25 juni 1946 – 24 februari 2024) was een Deens voetballer. Als speler kwam hij uit voor onder meer Borussia Mönchengladbach en Club Brugge. Na zijn actieve loopbaan was hij docent en later voetbalmakelaar.

## Carrière
Ulrik le Fevre werd geboren in de Deense stad Vejle. Hij doorliep er de jeugdreeksen van Vejle BK en maakte in april 1965 zijn debuut in het eerste elftal. De toen 19-jarige linksbuiten werd twee maanden later ook geselecteerd voor de Deense beloften. In geen tijd groeide Le Fevre uit tot een vaste waarde bij Vejle, met wie hij in 1968 de finale van de beker bereikte. De club verloor toen met 3-1 van Randers Freja.
In 1969 haalde trainer Hennes Weisweiler hem naar Borussia Mönchengladbach. Le Fevre was er de enige buitenlander en maakte er deel uit van een sterke generatie Duitsers, waarvan Günter Netzer en Berti Vogts de bekendsten waren. Ondanks de grote concurrentie werd de Deen ook bij Borussia een titularis. In zijn twee eerste seizoenen werd de club telkens kampioen. Op 23 oktober 1971 maakte Le Fevre tegen Schalke 04 een doelpunt dat achteraf verkozen werd tot "Tor des Jahres" (doelpunt van het jaar).
Na drie seizoenen in de Bundesliga ruilde hij Borussia in voor Club Brugge, waar hij Wilfried Puis opvolgde als linksbuiten. Le Fevre was de eerste Deen die voor Club Brugge uitkwam. Hij werd in Brugge een ploegmaat van onder meer Georges Leekens, Henk Houwaart en Raoul Lambert. In zijn eerste seizoen won hij met blauw-zwart meteen de landstitel. Een jaar later nam de Oostenrijkse succescoach Ernst Happel het roer over. Aanvankelijk bleven de goede prestaties uit, maar in 1976 boekte Happel dan toch zijn eerste successen met Club Brugge. Le Fevre en zijn ploegmaats werden kampioen en bereikten de finale van de UEFA Cup. Blauw-zwart verloor in de finale na een heen- en terugwedstrijd van Liverpool. Een seizoen later won de Deense international met Club Brugge de dubbel.
In 1977 keerde de inmiddels 31-jarige flankaanvaller terug naar Denemarken. Club Brugge trok toen zijn landgenoot Jan Sørensen aan als zijn vervanger. Le Fevre belandde opnieuw bij Vejle BK en zette in 1978, na het behalen van de titel, een punt achter zijn spelerscarrière.

## Statistieken
| Seizoen | Club                     | Competitie    | Competitie | Competitie |
| Seizoen | Club                     | Competitie    | Wed.       | Dlp.       |
| ------- | ------------------------ | ------------- | ---------- | ---------- |
| 1965    | Vejle BK                 | 1.Division    |            |            |
| 1966    | Vejle BK                 | 1.Division    |            |            |
| 1967    | Vejle BK                 | 1.Division    |            |            |
| 1968    | Vejle BK                 | 1.Division    |            |            |
| 1969    | Vejle BK                 | 1.Division    |            |            |
| 1969/70 | Borussia Mönchengladbach | Bundesliga    | 29         | 8          |
| 1970/71 | Borussia Mönchengladbach | Bundesliga    | 31         | 3          |
| 1971/72 | Borussia Mönchengladbach | Bundesliga    | 30         | 10         |
| 1972/73 | Club Brugge              | Eerste klasse | 23         | 6          |
| 1973/74 | Club Brugge              | Eerste klasse | 28         | 6          |
| 1974/75 | Club Brugge              | Eerste klasse | 36         | 9          |
| 1975/76 | Club Brugge              | Eerste klasse | 33         | 8          |
| 1976/77 | Club Brugge              | Eerste klasse | 23         | 5          |
| 1977    | Vejle BK                 | 1.Division    | 5          | 0          |
| 1978    | Vejle BK                 | 1.Division    | 13         | 7          |
| Totaal  | Totaal                   | Totaal        | 407        | 102        |

## Nationale ploeg
In juni 1965 werd Ulrik le Fevre geselecteerd voor het beloftenteam van Denemarken. In december maakte hij de overstap naar het eerste elftal, waar bondscoach Poul Petersen hem liet debuteren. In totaal voetbalde Le Fevre 37 keer voor het Deens elftal en was hij goed voor 7 doelpunten. In 1976 speelde hij zijn laatste interland. De rechtsvoetige linksbuiten wist zich met Denemarken nooit te plaatsen voor het WK of EK.
Van 1969 tot 1971 speelde Le Fevre niet voor Denemarken. In Denemarken bestond toen, net als in de overige Scandinavische landen, de regel dat professionele voetballers niet mochten deelnemen aan interlands. Omdat Le Fevre in 1969 profvoetballer werd, kwam hij niet meer in aanmerking voor de nationale ploeg. In 1971 werd de regel afgeschaft en werd hij opnieuw geselecteerd.

## Latere loopbaan
Le Fevre was 23 jaar lang onderwijzer en werd trainer van het B-elftal van Vejle. In 2000 werd hij er sportief directeur. Later werd hij spelersmakelaar en had hij als zodanig onder anderen Thomas Helveg en Kasper Bøgelund in zijn portefeuille.
Ulrik le Fevre overleed in 2024 op 77-jarige leeftijd na een slepende ziekte.

## Palmares
| Nationaal                          |    |                  |
| Duits kampioen                     | 2x | 1970, 1971       |
| Belgisch kampioen                  | 3x | 1973, 1976, 1977 |
| Beker van België                   | 1x | 1977             |
| Deens kampioen                     | 1x | 1978             |
| Individueel                        |    |                  |
| Doelpunt van het jaar in Duitsland | 1x | 1971             |